# Cherpumple
Un cherpumple es un postre navideño novedoso americano inspirado en el Turducken, donde se hornean varios pasteles de diferentes sabores dentro de varios sabores diferentes de pastel y luego se apilan juntos. Según el creador de Cherpumple, el humorista de la cultura pop Charles Phoenix, el Cherpumple es la abreviatura de pastel relleno de tartas de cherry (cereza), pumpkin (calabaza) y apple (manzana). La tarta de manzana se hornea en un pastel de especias, la de calabaza en un pastel de vainilla y la de cereza en un pastel de chocolate".
Phoenix notó que su familia a menudo tomaba una porción de cada postre que se preparaba para las fiestas, por lo que decidió crear un solo postre que combinara todos los sabores. Desde entonces, ha promocionado varias variedades diferentes de Cherpumple en su sitio web, incluida una variante conocida cómo el "cherbluble" con el tema del 4 de julio, en el que las tartas de cherry (cereza), blueberry (arándano) y apple (manzana) se hornean en pasteles rojos, blancos y azules.
Hacer una cherpumple puede tomar hasta tres días, porque cada capa debe enfriarse antes de combinarlas. El uso de pasteles en caja o congelados puede mejorar los resultados, ya que tienen más integridad estructural que los pasteles caseros.